# Canottaggio ai Giochi della V Olimpiade - Quattro Con Inriggers
La competizione del quattro con Inriggers dei Giochi della V Olimpiade si è svolta alla Djurgårdsbrunnsviken a Stoccolma tra il 17 e il 18 luglio 1912.
A ogni regata prendevano parte due equipaggi.

## Risultati

### Turno preliminare
| Pos. | Equipaggio                                                                                        | Nazione  | Tempo         |
| ---- | ------------------------------------------------------------------------------------------------- | -------- | ------------- |
| 1    | Roddklubben af 1912 Ture Rosvall William Bruhn-Möller Konrad Brunkman Herman Dahlbäck Leo Wilkens | Svezia   | 7'51"5        |
| 2    | Kristiania Roklub Gunnar Grantz Olaf Solberg Gustav Hæhre Hannibal Fegth John Bjørnstad           | Norvegia | a 2 lunghezze |

| Pos. | Equipaggio                                                                                              | Nazione   | Tempo          |
| ---- | --- | --------- | -------------- |
| 1    | Nykjøbings paa Falster Ejler Allert Christian Hansen Carl Møller Carl Pedersen Poul Hartmann            | Danimarca | 7'53"0         |
| 2    | Göteborgs Roddförening Tage Johnson Axel Johansson Axel Gabrielsson Charles Gabrielsson Wilhelm Brandes | Svezia    | a 1½ lunghezza |

| Pos. | Equipaggio | Nazione  | Tempo         |
| ---- | --- | -------- | ------------- |
| 1    | Ormsund Roklub Claus Høyer Reidar Holter Max Herseth Frithjof Olstad Olaf Bjørnstad                             | Norvegia | 8'03"0        |
| 2    | Société Nautique de Bayonne Charles Garnier Alphonse Meignant Auguste Richard Gabriel Poix François Elichagaray | Francia  | a 5 lunghezze |

### Semifinali
| Pos.   | Equipaggio                                                                                        | Nazione  | Tempo            |
| ------ | ------------------------------------------------------------------------------------------------- | -------- | ---------------- |
| 1      | Roddklubben af 1912 Ture Rosvall William Bruhn-Möller Konrad Brunkman Herman Dahlbäck Leo Wilkens | Svezia   | 7'39"2           |
| Bronzo | Ormsund Roklub Claus Høyer Reidar Holter Max Herseth Frithjof Olstad Olaf Bjørnstad               | Norvegia | a ¾ di lunghezza |

| Pos. | Equipaggio                                                                                   | Nazione   | Tempo  |
| ---- | -------------------------------------------------------------------------------------------- | --------- | ------ |
| 1    | Nykjøbings paa Falster Ejler Allert Christian Hansen Carl Møller Carl Pedersen Poul Hartmann | Danimarca | 7'39"2 |

### Finale
| Pos.    | Equipaggio                                                                                        | Nazione   | Tempo  |
| ------- | ------------------------------------------------------------------------------------------------- | --------- | ------ |
| Oro     | Nykjøbings paa Falster Ejler Allert Christian Hansen Carl Møller Carl Pedersen Poul Hartmann      | Danimarca | 7'44"6 |
| Argento | Roddklubben af 1912 Ture Rosvall William Bruhn-Möller Konrad Brunkman Herman Dahlbäck Leo Wilkens | Svezia    | 7'56"9 |